# Alpur
Alpur é uma vila no distrito de Haora, no estado indiano de West Bengal.

## Demografia
Segundo o censo de 2001, Alpur tinha uma população de 5644 habitantes. Os indivíduos do sexo masculino constituem 50% da população e os do sexo feminino 50%. Alpur tem uma taxa de literacia de 61%, superior à média nacional de 59,5%; com 55% para o sexo masculino e 45% para o sexo feminino. 16% da população está abaixo dos 6 anos de idade.